# گروه تیکام
گروه تیکام (انگلیسی: TECOM Group) شرکت املاک و مستغلات اماراتی است، که در سال ۲۰۰۵ تأسیس شد.